# Адміністративні суди у Греції
Греція, як країна континентальної правової системи має адміністративні суди. Діяльність адміністративних судів у Греції встановлена статтею 94 Конституції Греції, яка регулює юрисдикцію цивільних та адміністративних судів.
Адміністративні суди у Греції складаються з районних судів першої інстанції, районних судів апеляційної інстанції та Вищого адміністративного суду (касаційна інстанція), який називається Державна Рада. Державна рада також є судом першої і останньої інстанції у деяких важливих справах. Під юрисдикцію грецьких адміністративних судів входять судові справи між державою і фізичними особами. Найважливішими з них є податкові справи, справи пов'язані з соціальним забезпеченням, деліктної відповідальності державної важливості, незаконної імміграції та інші.